# Mustla (Paide)
Mustla – wieś w Estonii, w prowincji Järva, w gminie Paide.